# Barastre
Barastre est une commune française située dans le département du Pas-de-Calais en région Hauts-de-France. Ses habitants sont appelés les Barastrois. La commune est membre de la communauté de communes du Sud-Artois.

## Géographie

### Localisation
Localisée dans le sud-est du département du Pas-de-Calais et limitrophe du département de la Somme, Barastre est une commune rurale située, à vol d'oiseau, à 7 km au sud-est de la commune de Bapaume et à 26 km au sud-est de la commune d’Arras (chef-lieu d'arrondissement et préfecture du Pas-de-Calais).
Le territoire de la commune est limitrophe de ceux de six communes, dont une, Mesnil-en-Arrouaise, dans le département de la Somme.
Les communes limitrophes sont Haplincourt, Rocquigny, Villers-au-Flos, Mesnil-en-Arrouaise, Bertincourt et Bus.

### Géologie et relief
La superficie de la commune est de 7,64 km2 ; son altitude varie de 113  à   133 mètres.

### Hydrographie
Le territoire de la commune est situé dans le bassin Artois-Picardie. Elle n'est drainée par aucun cours d'eau,.

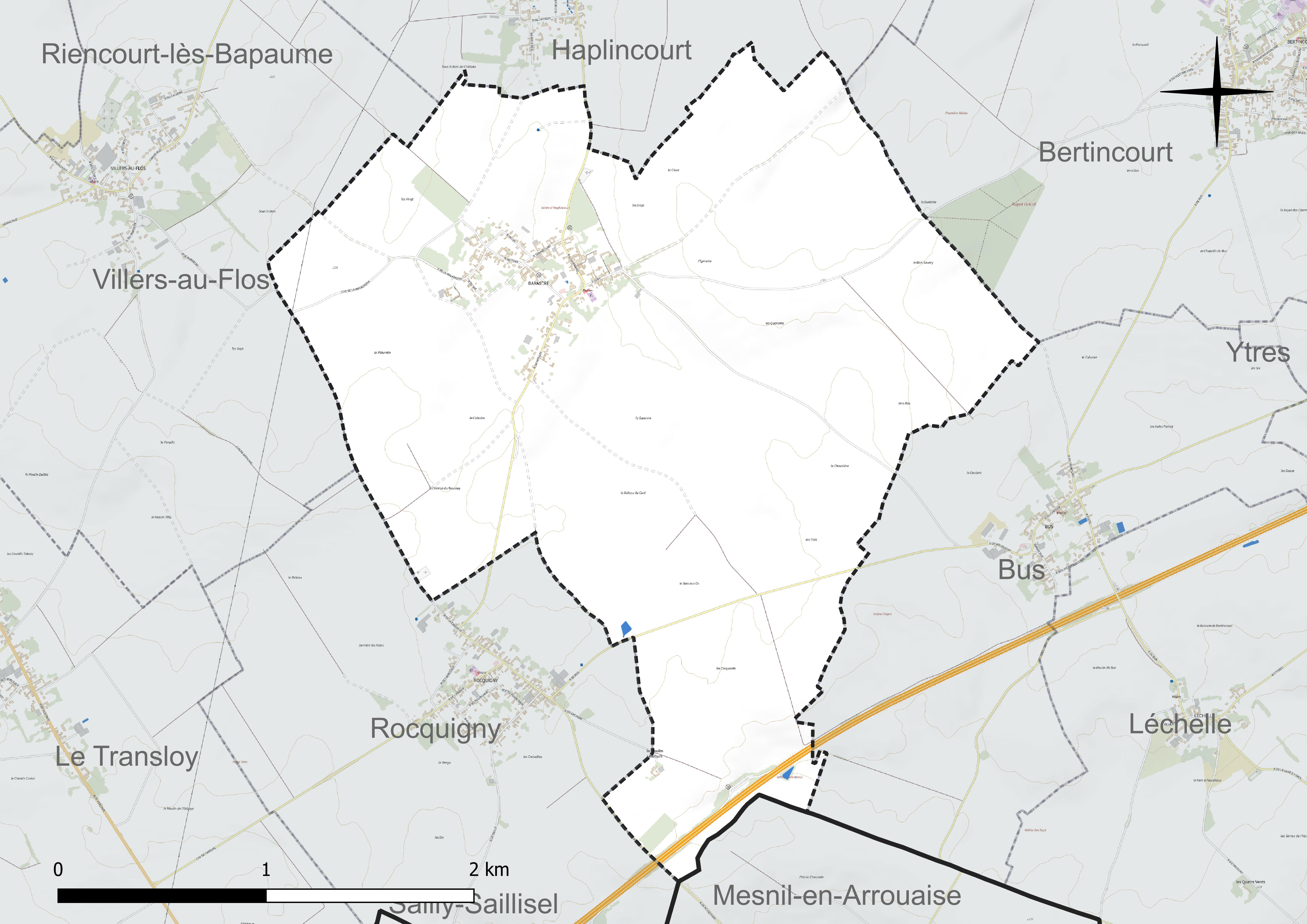
Réseau hydrographique de Barastre.

### Climat
Pour des articles plus généraux, voir Climat des Hauts-de-France et Climat du Pas-de-Calais.
En 2010, le climat de la commune est de type climat océanique dégradé des plaines du Centre et du Nord, selon une étude du CNRS s'appuyant sur une série de données couvrant la période 1971-2000. En 2020, Météo-France publie une typologie des climats de la France métropolitaine dans laquelle la commune est exposée à un climat océanique et est dans la région climatique Nord-est du bassin Parisien, caractérisée par un ensoleillement médiocre, une pluviométrie moyenne régulièrement répartie au cours de l'année et un hiver froid (3 °C).
Pour la période 1971-2000, la température annuelle moyenne est de 10,1 °C, avec une amplitude thermique annuelle de 14,4 °C. Le cumul annuel moyen de précipitations est de 738 mm, avec 11,5 jours de précipitations en janvier et 9,2 jours en juillet. Pour la période 1991-2020, la température moyenne annuelle observée sur la station météorologique la plus proche, située sur la commune d'Épehy à 16 km à vol d'oiseau, est de 10,6 °C et le cumul annuel moyen de précipitations est de 752,8 mm,. Pour l'avenir, les paramètres climatiques de la commune estimés pour 2050 selon différents scénarios d'émission de gaz à effet de serre sont consultables sur un site dédié publié par Météo-France en novembre 2022.

### Paysages
Pour un article plus général, voir Paysage en France.
La commune s'inscrit dans les « paysages des grandes plaines arrageoises et cambrésiennes » tels qu'ils sont définis dans l'atlas de paysages de la région Nord-Pas-de-Calais, conçu par la direction régionale de l'Environnement, de l'Aménagement et du Logement (DREAL),.
Ces « paysages des grandes plaines arrageoises et cambrésiennes », qui concernent 238 communes, sont constitués de 80,36 % de cultures, de 8,01 % d'espaces artificialisés avec les communes principales de Cambrai, Caudry, Bapaume et Avesnes-le-Comte, de 7,25 % de prairies naturelles, permanentes, de 3,19 % de forêts et de milieux semi-naturels, 0,77 % de friches industrielles, de 0,38 % de cours d'eau et plan d'eau et de 0,04 % d’espaces industriels. Ces paysages sont dominés par les « grandes cultures » de céréales et de betteraves industrielles qui représentent 70 % de la surface agricole utilisée (SAU).

## Urbanisme

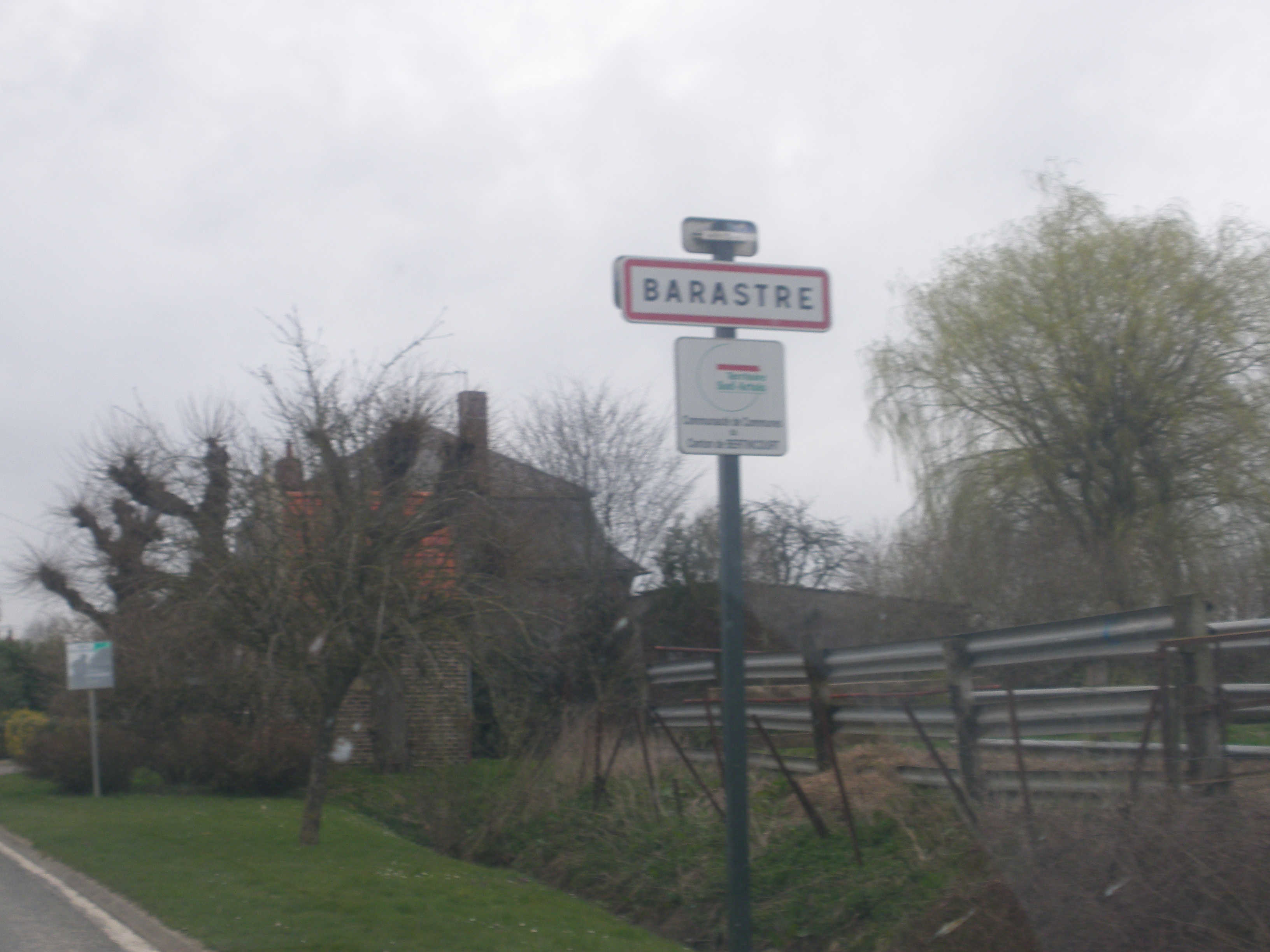
Une entrée de la commune.

### Typologie
Au 1er janvier 2024, Barastre est catégorisée commune rurale à habitat dispersé, selon la nouvelle grille communale de densité à sept niveaux définie par l'Insee en 2022.
Elle est située hors unité urbaine. Par ailleurs la commune fait partie de l'aire d'attraction de Bapaume, dont elle est une commune de la couronne,. Cette aire, qui regroupe 21 communes, est catégorisée dans les aires de moins de 50 000 habitants,.

### Occupation des sols
L'occupation des sols de la commune, telle qu'elle ressort de la base de données européenne d'occupation biophysique des sols Corine Land Cover (CLC), est marquée par l'importance des territoires agricoles (94,8 % en 2018), en augmentation par rapport à 1990 (93,8 %). La répartition détaillée en 2018 est la suivante : 
terres arables (94,8 %), zones urbanisées (5,2 %). L'évolution de l'occupation des sols de la commune et de ses infrastructures peut être observée sur les différentes représentations cartographiques du territoire : la carte de Cassini (XVIIIe siècle), la carte d'état-major (1820-1866) et les cartes ou photos aériennes de l'IGN pour la période actuelle (1950 à aujourd'hui).

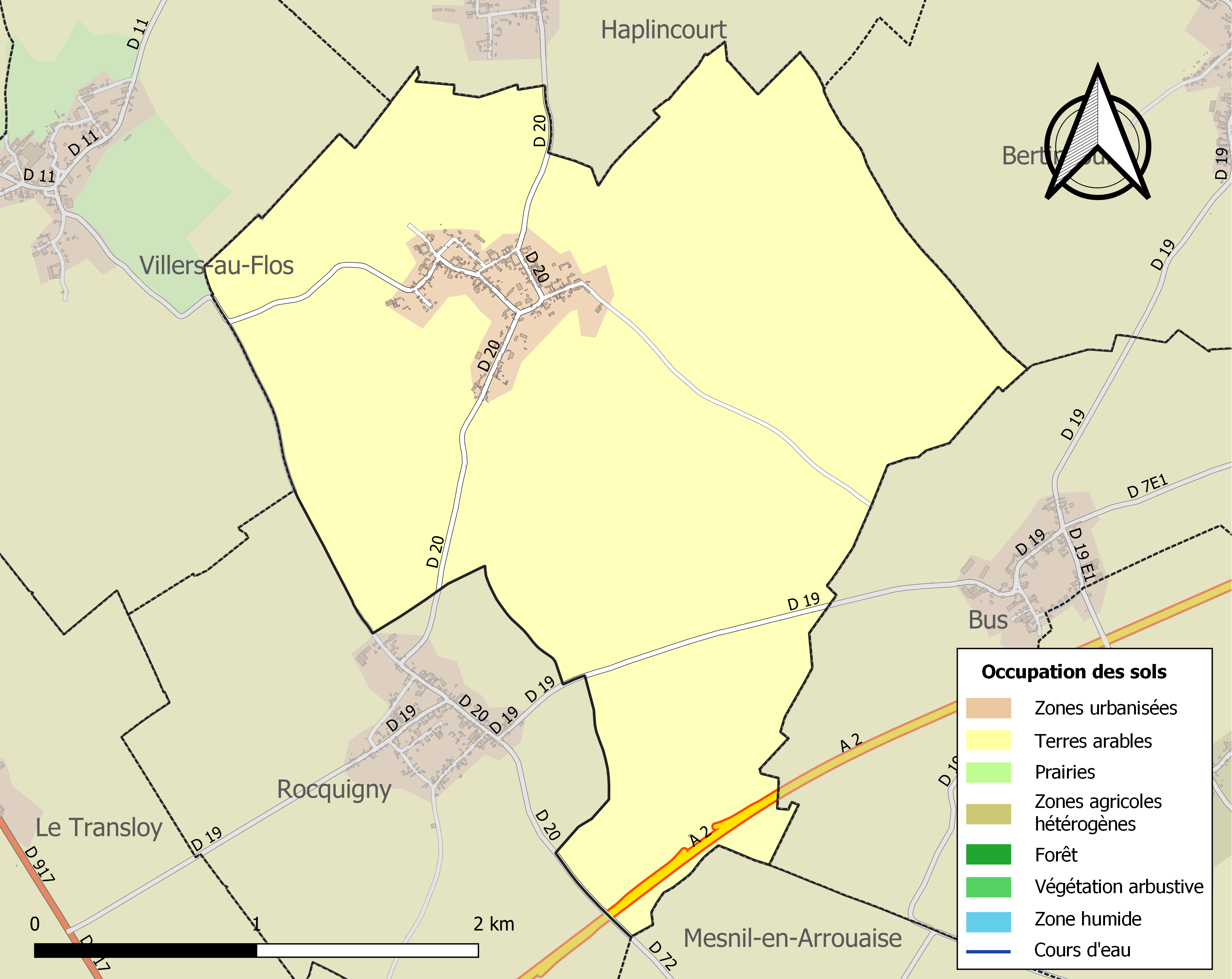
Carte des infrastructures et de l'occupation des sols de la commune en 2018 (CLC).

### Voies de communication et transports

#### Voies de communication
La commune est desservie par la route départementale D 20 et est traversée, au sud du territoire de la commune, par l'autoroute A2 reliant Paris à Bruxelles.

#### Transport ferroviaire
La commune se trouve, à 37 km de la gare TGV Haute-Picardie, implantée sur la LGV Nord, à mi-distance entre Amiens et Saint-Quentin. Elle est desservie par des TGV reliant l'agglomération lilloise et Bruxelles aux grandes métropoles régionales françaises, via les gares TGV de la périphérie de Paris (dont celle de l'aéroport Charles-de-Gaulle), et à 16 km de la gare d'Achiet, située sur la ligne de Paris-Nord à Lille, qui est une halte voyageurs de la Société nationale des chemins de fer français (SNCF), desservie par des trains TER Hauts-de-France.

## Toponymie
Le nom de la localité est attesté sous les formes Barnastre (1072) ; Barastum (1104) ; Barastrum (1149) ; Barastra (1212) ; Barastre (1282) ; Barat (1559) ; Baratte (1720) ; Barrattre (1759) ; Barattes (1762).
Le terme balaustrum, désigne des séries de colonnettes, une barrière, etc. Beaucoup de ces colonnettes ont été des bornes de domaines ou de districts.

## Histoire
En juin 1771, à Versailles, est attribué le titre de marquis à Charles-Oudart-Joseph de Mailly-Couronnel, assis sur la terre d'Éclype-les-Bertincourt, (relevant du roi à cause du château de Bapaume), qui a des droits utiles et honorifiques sur plusieurs fiefs et même sur plusieurs terres et seigneuries dont quelques-unes sont érigées en marquisat ou baronnie, unie à celle de Barastre, qui relève de Beaumetz sous la dénomination de Mailly Couronnel, puis de Couronnel (suppression du nom de Mailly par arrêt du Conseil d'Artois de 1783 pour le sieur de Vélu).
La commune est décorée de la croix de guerre 1914-1918 par décret du 12 août 1922, distinction également attribuée à 276 autres communes du Pas-de-Calais.

## Politique et administration

### Découpage territorial
La commune se trouve dans l'arrondissement d'Arras du département du Pas-de-Calais.

#### Commune et intercommunalités
La commune est membre de la communauté de communes du Sud-Artois qui regroupe 64 communes et totalise 27 059 habitants en 2021.

#### Circonscriptions administratives
La commune est rattachée au canton de Bapaume.

#### Circonscriptions électorales
Pour l'élection des députés, la commune fait partie de la première circonscription du Pas-de-Calais.

### Élections municipales et communautaires

#### Liste des maires
| Période                                  | Période                       | Identité              | Étiquette | Qualité                                                                        |
| ---------------------------------------- | ----------------------------- | --------------------- | --------- | ------------------------------------------------------------------------------ |
| Les données manquantes sont à compléter. |                               |                       |           |                                                                                |
| mars 2001                                | 2008                          | Jean-François Lecherf |           |                                                                                |
| mars 2008                                | En cours (au 31 janvier 2022) | Gislain Boury         |           | Ancien employé Réélu pour le mandat 2014-2020, Réélu pour le mandat 2020-2026, |

## Équipements et services publics

### Justice, sécurité, secours et défense
La commune dépend du tribunal judiciaire d'Arras, du conseil de prud'hommes d'Arras, de la cour d'appel de Douai, du tribunal de commerce d'Arras, du tribunal administratif de Lille, de la cour administrative d'appel de Douai et du tribunal pour enfants d'Arras.

## Population et société

### Démographie
Les habitants de la commune sont appelés les Barastrois.

#### Évolution démographique
L'évolution du nombre d'habitants est connue à travers les recensements de la population effectués dans la commune depuis 1793. Pour les communes de moins de 10 000 habitants, une enquête de recensement portant sur toute la population est réalisée tous les cinq ans, les populations de référence des années intermédiaires étant quant à elles estimées par interpolation ou extrapolation. Pour la commune, le premier recensement exhaustif entrant dans le cadre du nouveau dispositif a été réalisé en 2008.

En 2022, la commune comptait 314 habitants, en évolution de +2,61 % par rapport à 2016 (Pas-de-Calais : −0,72 %, France hors Mayotte : +2,11 %).
| 1793 | 1800 | 1806 | 1821 | 1831 | 1836 | 1841 | 1846 | 1851 |
| ---- | ---- | ---- | ---- | ---- | ---- | ---- | ---- | ---- |
| 714  | 706  | 582  | 748  | 889  | 867  | 879  | 906  | 884  |

| 1856 | 1861 | 1866 | 1872 | 1876 | 1881 | 1886 | 1891 | 1896 |
| ---- | ---- | ---- | ---- | ---- | ---- | ---- | ---- | ---- |
| 825  | 827  | 771  | 748  | 739  | 674  | 680  | 644  | 687  |

| 1901 | 1906 | 1911 | 1921 | 1926 | 1931 | 1936 | 1946 | 1954 |
| ---- | ---- | ---- | ---- | ---- | ---- | ---- | ---- | ---- |
| 612  | 554  | 541  | 375  | 418  | 397  | 370  | 351  | 334  |

| 1962 | 1968 | 1975 | 1982 | 1990 | 1999 | 2006 | 2008 | 2013 |
| ---- | ---- | ---- | ---- | ---- | ---- | ---- | ---- | ---- |
| 318  | 334  | 308  | 267  | 223  | 232  | 241  | 244  | 288  |

| 2018 | 2022 | - | - | - | - | - | - | - |
| ---- | ---- | - | - | - | - | - | - | - |
| 307  | 314  | - | - | - | - | - | - | - |

#### Pyramide des âges
La population de la commune est relativement jeune.
En 2018, le taux de personnes d'un âge inférieur à 30 ans s'élève à 42,6 %, soit au-dessus de la moyenne départementale (36,7 %). À l'inverse, le taux de personnes d'âge supérieur à 60 ans est de 20,2 % la même année, alors qu'il est de 24,9 % au niveau départemental.
En 2018, la commune comptait 142 hommes pour 165 femmes, soit un taux de 53,75 % de femmes, largement supérieur au taux départemental (51,5 %).
Les pyramides des âges de la commune et du département s'établissent comme suit.
| Hommes | Classe d’âge | Femmes |
| ------ | ------------ | ------ |
| 0,0    | 90 ou +      | 2,4    |
| 7,0    | 75-89 ans    | 6,7    |
| 12,7   | 60-74 ans    | 11,5   |
| 21,8   | 45-59 ans    | 14,5   |
| 21,8   | 30-44 ans    | 17,0   |
| 14,8   | 15-29 ans    | 21,2   |
| 21,8   | 0-14 ans     | 26,7   |

| Hommes | Classe d’âge | Femmes |
| ------ | ------------ | ------ |
| 0,5    | 90 ou +      | 1,6    |
| 5,6    | 75-89 ans    | 8,9    |
| 16,7   | 60-74 ans    | 18,1   |
| 20,2   | 45-59 ans    | 19,2   |
| 18,9   | 30-44 ans    | 18,1   |
| 18,2   | 15-29 ans    | 16,2   |
| 19,9   | 0-14 ans     | 17,9   |

## Économie

### Revenus de la population et fiscalité
En 2019, dans la commune, il y a 107 ménages fiscaux qui comprennent 299 personnes pour un revenu médian disponible par unité de consommation de 20 780 euros, soit inférieur au revenu médian de la France métropolitaine qui est de 21 930 euros,.

## Culture locale et patrimoine

### Lieux et monuments

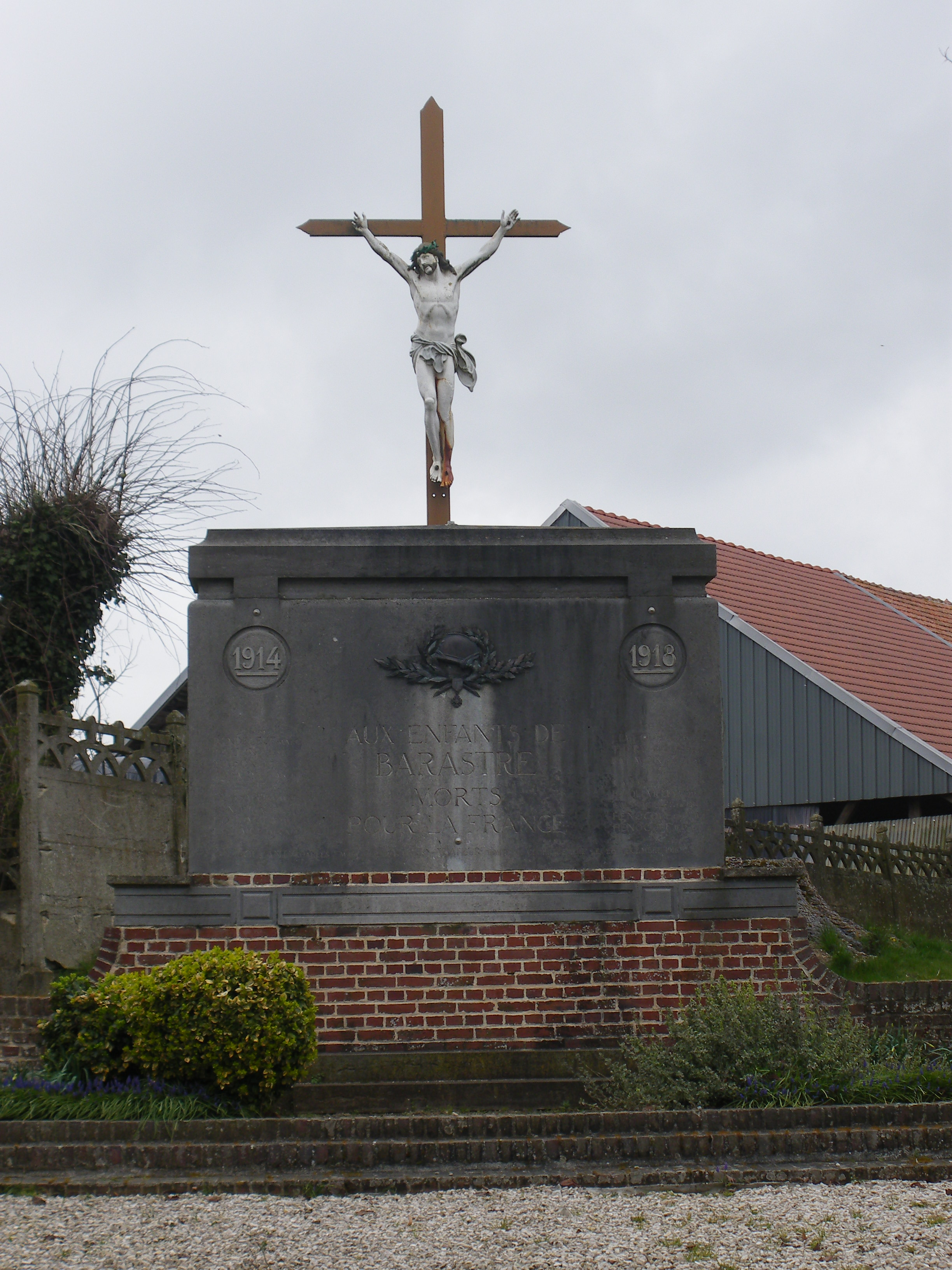
Le monument aux morts.

- L'église Saint-Martin.
- La maison Béthanie
- Le monument aux morts[37].

### Personnalités liées à la commune

#### Seigneurs de Barastre
- En juin 1771, Charles Oudart Joseph de Mailly Couronnel, député de la noblesse, domicilié en son château de Vélu bénéficie du titre de marquis pour la terre d'Éclype-les-Bertincourt, unie à celle de Barastre. Il est le fils de Louis Joseph de Mailly Couronnel, député du corps de la noblesse à la Cour en 1723, créé chevalier en 1713 pour les services rendus sous Louis XIV, et de Françoise Gertrude Duriez. Il descend d'Antoine de Mailly, seigneur de Lossignol, Cojeul-les-Bayencourt. Il a épousé Marie Louise d'Amerval, issue d'une ancienne maison de Picardie, a 14 garçons qu'il destine au service : l'aîné sert dans un régiment d'infanterie. La famille est alliée aux plus anciennes familles nobles de l'Artois et de Picardie. Louis Floris de Mailly Couronnel son aïeul a épousé Marie Agnès de la Buissière et était fils de Philippe de Mailly Couronnel, gouverneur des ville et château de Tournai et de Marie de Quillerie[21]. Les armes de la famille sont « D'or à trois maillets de gueules »[21].

### Héraldique
| Armes de Barastre | Les armes de Barastre se blasonnent ainsi : de sinople à la fasce d'argent surmontée de trois coquilles du même rangées en chef. |

## Pour approfondir